# تعقیب بزرگ
تعقیب بزرگ (انگلیسی: The Big Heat) فیلم نوآر جنایی به کارگردانی فریتس لانگ و محصول سال ۱۹۵۳ آمریکا است.

## خلاصه داستان
پلیسی خودکشی می‌کند و «کارآگاه دیو بانیون» (فورد) مأمور پیگیری پرونده می‌شود. خیلی زود «بانیون» متوجه می‌شود که هیچ‌کس، از جمله همسر پلیس، و دیگر هم قطاران، مایل به روشن شدن ماجرا نیستند.

## بازخوردها
“به یادماندنی‌ترین خشونت فیلم، پاشیدن قهوه داغ توسط لی ماروین روی صورت گلوریا گراهام، و بعداً روی صورت ماروین توسط گراهام است. میزانسن انفجاری لانگ بیانگر اینست که دنیا می‌بایست برای خالص‌سازی ابتدا نابود شود. ”

— تاریخ‌نگار فیلم اندرو ساریس در «تو هنوز چیزی نشنیده‌ای» دایرهٔ تاریخ و خاطرات فیلم آمریکا، ۱۹۲۷–۱۹۴۹.

نیویورک تایمز و ورایتی بازخوردهای بسیار مثبتی به فیلم داشتند. بوزلی کروتر منتقد تایمز گلن فورد را ستاره‌ای شق‌ورق و بی‌رحم توصیف کرد و فریتز لانگ را را برای نمایش گزنده و پرحرارت فیلم ستایش کرد. ورایتی، کارگردانی لانگ را پرتعلیق و قدرتمند خواند. راجر ایبرت تعقیب بزرگ را در میان بهترین فیلم‌هایش قرار داد و بازیگران مکمل را ستود.
دیوید میر در یادداشتی نوشت که فیلم هیچ‌گاه نتوانست به دافعهٔ قهرمان خود غلبه کند اما بعضی از قسمت‌های فیلم با اینکه خشونت‌آمیز بودند از کلیت فیلم بهتر هستند: «بهترین آن از ریخت افتادن گلوریا گراهام به دست لی ماروین، لات دیوانه، بود که قهوهٔ جوش را روی صورت او ریخت.»
گرنت تریسی منتقد سینما، فیلم نقش زن اغواگر را در طول فیلم وارونه کرد: «با اینکه بسیاری از فیلم‌های نوآر، سنت زن اغواگر را که زندگی مرد خود و خانواده و شغل مرد را نابود می‌کند، تعقیب بزرگ این الگوی روایتی را با تبدیل فورد (کارآگاه بنیون) به مأمور غیر مستقیم خرابی‌های مرگبار، وارونه می‌کند. هر چهار زنی که او ملاقات می‌کند، همگی نابود می‌شوند
.»

## بازیگران
- گلن فورد
- گلوریا گراهام
- جاسلین براندو
- لی ماروین
- جانت نولان
- کارولین جونز
- الگزندر اسکوربی
- ویلیس بوشی
- رابرت برتون
- آدام ویلیامز
- سیسیلیا لاوسکی
- داروثی گرین
- ادیت اوانسون
- پیتر ویتنی
- هری لاوتر

## ستایش‌ها و جوایز

### به انتخاببنیاد فیلم آمریکا
- نامزد ورود به فهرست «۱۰۰ سال... ۱۰۰ هیجان به انتخاب بفا»[۸]
- نامزد ورود به فهرست «۱۰۰ سال...۱۰۰ نقل قول به انتخاب بفا»[۹]
- نامزد ورود به فهرست «۱۰ فیلم برتر در ۱۰ ژانر به انتخاب بفا»[۱۰]

در دسامبر ۲۰۱۱، کتابخانه کنگره این فیلم را برای حفظ و نگهداری دائمی، به فهرست ملی ثبت فیلم اضافه نمود و اعلام کرد این فیلم «یکی از بزرگترین فیلم‌های نوآر سال‌های پس از جنگ» است.